# Ángel Ortiz
Ángel Ortiz (Areguá, 27 december 1977) is een Paraguayaans voetballer.

## Paraguayaans voetbalelftal
Ángel Ortiz debuteerde in 2003 in het Paraguayaans nationaal elftal en speelde 27 interlands.